# Tulobuterol
Tulobuterol (INN) là một chất chủ vận thụ thể beta2-adrenergic tác dụng kéo dài, được bán ở Nhật Bản dưới dạng miếng dán xuyên da dưới tên băng Hokunalin (ホクナリンテープ).
Hiện tại, nó chỉ hợp pháp ở 7 quốc gia: Nhật Bản, Đức, Trung Quốc, Hàn Quốc, Bangladesh, Pakistan và Venezuela. Nó cũng có sẵn ở Ấn Độ.